# Сугрень
Сугре́нь (фр. Sougraigne) — коммуна во Франции, находится в регионе Лангедок — Руссильон. Департамент коммуны — Од. Входит в состав кантона Куиза. Округ коммуны — Лиму.
Код INSEE коммуны — 11381.

## Население
Население коммуны на 2008 год составляло 84 человека.
| 1826 | 1901 | 1968 | 1975 | 1982 | 1990 | 1999 | 2008 |
| ---- | ---- | ---- | ---- | ---- | ---- | ---- | ---- |
| 398  | 194  | 53   | 48   | 56   | 65   | 54   | 84   |

## Экономика
В 2007 году среди 44 человек в трудоспособном возрасте (15—64 лет) 31 были экономически активными, 13 — неактивными (показатель активности — 70,5 %, в 1999 году было 54,8 %). Из 31 активного работали 21 человек (8 мужчин и 13 женщин), безработных было 10 (5 мужчин и 5 женщин). Среди 13 неактивных 4 человека были учениками или студентами, 3 — пенсионерами, 6 были неактивными по другим причинам.